# Papers, Please
Papers, Please (en español Papeles, por favor) es un videojuego creado por el desarrollador de videojuegos independientes Lucas Pope y desarrollado y publicado a través de su empresa 3909 LLC. El juego se enfoca en la carga emocional que supone trabajar como inspector de aduanas en el ficticio estado comunista de  Arztotska, decidiendo quién entra o no en el país. El juego fue lanzado el 8 de agosto de 2013 para Microsoft Windows y OS X, y posteriormente fue lanzado para Linux el 11 de febrero de 2014, para iOS el 12 de diciembre de 2014, para PlayStation Vita el 12 de diciembre de 2017 y su último lanzamiento fue para Android el 5 de agosto de 2022.

## Mecánica de juego
Papers, Please tiene lugar en 1982 después de una guerra de seis años entre los estados ficticios de Arstotzka y Kolechia. La mecánica del juego se enfoca en la vida laboral de un inspector de inmigración que trabaja para el gobierno de Arstotzka en un control fronterizo ubicado entre Arstotzka y Kolechia. El jugador inspecciona los documentos de los inmigrantes que llegan, teniendo a su disposición varias herramientas para determinar si los papeles de estos están en orden, todo esto con el objetivo de mantener fuera del país a personas no deseadas, tales como terroristas, delincuentes, espías o contrabandistas. Cuando se descubre alguna discrepancia en algún documento, el jugador puede interrogar al solicitante sobre esta, y posiblemente exigir más información, como revisar huellas digitales o hacer un escáner a cuerpo completo. En ocasiones, el jugador tendrá la oportunidad de arrestar a los solicitantes e, incluso, los solicitantes intentarán sobornar al inspector.
Al final de cada día, el jugador gana dinero en función de la cantidad de personas que han sido procesadas (cinco créditos por cada individuo, aceptado o rechazado en Arstotzka conforme a las normas) junto con los sobornos recogidos, menos las sanciones por errores. Luego el jugador debe realizar un presupuesto para saber cómo gastar ese dinero inteligentemente en alquiler, comida, calefacción, y otras necesidades en materia de vivienda de clase baja para él y su familia. Como las relaciones entre Arstotzka y los países vecinos están deterioradas (a veces debido a los ataques terroristas), poco a poco se van agregando nuevas reglas, tales como negarle la entrada a ciudadanos de determinados países o exigir documentación actual de los ciudadanos propios. El jugador es retado con dilemas morales a medida que progresa en el juego, como por ejemplo: permitirle la entrada a la supuesta esposa de un ciudadano sin tener ningún documento, arriesgándose así a dejar pasar a un posible terrorista al país.
Una misteriosa organización conocida como EZIC también aparece, con varios de sus miembros llegando a la garita pidiéndole al inspector que los ayude a derrocar el gobierno de Arstotzka por uno nuevo. El jugador puede decidir si colaborar con ellos o no.
El juego cuenta con un modo historia, con 20 posibles finales dependiendo de las acciones del jugador. También incluye un modo desbloqueable aleatorio sin ningún final.

## Desarrollo

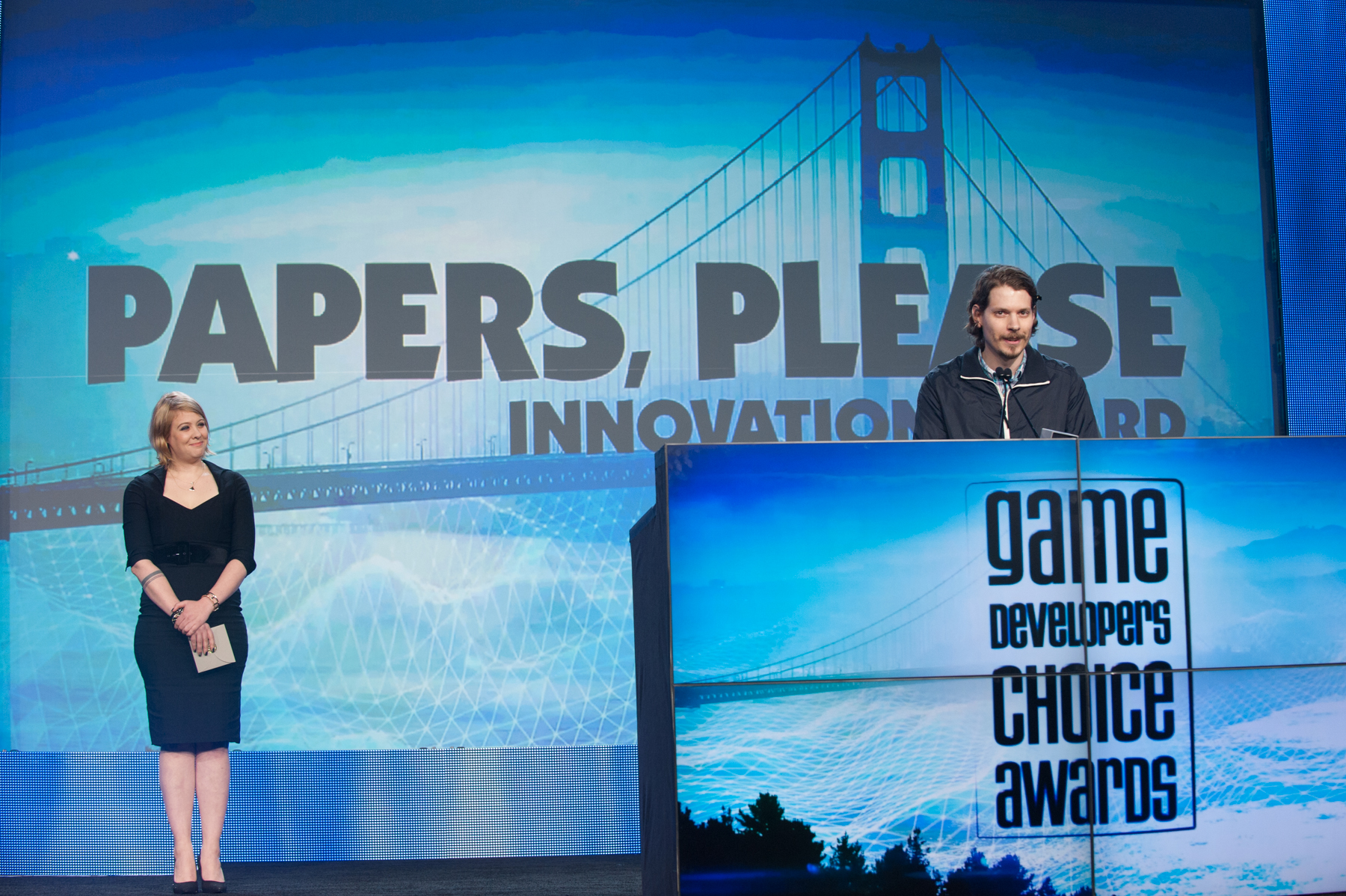
Lucas Pope en la GDC 2014.

Papers, Please fue desarrollado por Lucas Pope en noviembre de 2012, trabajando con el lenguaje de programación Haxe y NME framework, siendo ambas aplicaciones de código abierto. Lucas Pope es un inmigrante estadounidense que vive en Japón, y como tal, ha tenido que lidiar con asuntos migratorios en sus viajes. Este pensó que sus experiencias migratorias (descritas por el mismo como "tensas") podían materializarse en un juego. Antes del lanzamiento del juego, Pope difundió un formulario para el público, donde la gente podía poner sus nombres; estos nombres posteriormente se asignaron de forma aleatoria a los inmigrantes del juego. Papers, Please fue presentado a Greenlight Steam el 11 de abril de 2013, dándole luz verde el 1 de mayo.
Previo a su lanzamiento en iPad y PlayStation Vita, Pope señaló que, en el caso de aquellas plataformas que requieren de un control manual táctil, había varios desafíos relacionados con la interfaz de usuario del juego que debían renovarse.

## Cortometraje
Pope anunció por su cuenta de Twitter el 29 de mayo de 2017 que un cortometraje adaptado del videojuego estaba siendo producido por Nikita y Liliya Ordynskiy. Este fue finalmente publicado el 24 de febrero de 2018.
Dos cineastas rusos, Liliya Tkach y Nikita Ordynskiy de Kinodom Productions, desarrollaron una película de acción en vivo de 11 minutos basada en Papers, Please, titulada Papers, Please: The Short Film, protagonizada por Igor Savochkin como el inspector de pasaportes. La película fue autorizada por Lucas Pope después de que Ordynskiy le enviara el guion por correo electrónico. La película se estrenó en la Casa de la Cultura de Trekhgorka en Moscú, Rusia, el 27 de enero de 2018. La película se estrenó en todo el mundo a través de YouTube y la tienda de Steam el 24 de febrero de 2018. La película recibió críticas "abrumadoramente positivas" en Steam tras su lanzamiento. El éxito del cortometraje llevó a Tkach y Ordynskiy a buscar un cortometraje similar para Beholder, otro juego ambientado en un estado totalitario. Más tarde, Ordynskiy expresaría al marinero Aleksei Toporov en Return of the Obra Dinn, un videojuego de 2018 desarrollado por Pope, que también fue ganador del Gran Premio Seumas McNally.

### Argumento
(Extraído del cortometraje homónimo PAPERS, PLEASE - The Short Film)
En 1982, el país de Arstotzka, East Grestin, acaba de terminar su guerra de seis años con el país vecino Kolechia, West Grestin. La paz aún está por aparecer.
Un hombre trabaja como inspector de pasaportes en el puesto de control fronterizo. Tiene una familia, con dos hijos. El guardia fronterizo Sergiu le avisa de una mujer importante llamada Elisa, que entrará en la frontera.
Momentos después, es el turno de Elisa. El inspector le advierte que no tiene permiso de entrada, pero ella le ruega clemencia mientras espera a Sergiu en Arstotzka. Inmediatamente, un telegrama anuncia que no se permitirá el acceso a más inmigrantes del país de Elisa, lo que lo llevó a negarle el paso.
Llega un hombre, Issac Robinsky, y se le permite el acceso. Después de su turno, casi se niega a su esposa Ivana debido a un error de transcripción, pero luego se le concede.
Cuando llega un inmigrante, el edificio se destruye repentinamente. Un hombre promete: "¡Por Kolechia!" fuera de la pantalla. Cuando el inspector escapa del edificio, arma en mano, ve a Issac a la distancia parado sobre Sergiu, apuntando con una pistola a su cabeza y luego disparándole. Ivana, una terrorista suicida, se presume muerta; su blusa quemada se puede ver en el suelo. Issac luego apunta el arma al inspector, y la pantalla se vuelve negra justo cuando se escucha un disparo.

## Premios

### Premios
| Año  | Premio           | Categoría                              | Resultado            | Ref.   |
| ---- | ---------------- | -------------------------------------- | -------------------- | ------ |
| 2013 | Ars Technica     | Mejor Videojuego de 2013               | Ganador              | [ 12 ] |
| 2013 | Dean Evans       | Giant Bomb (Mejor Videojuego de 2013)  | Ganador              | [ 12 ] |
| 2013 | Destructoid      | Mejor Narración 2013                   | Ganador              | [ 12 ] |
| 2013 | Destructoid      | Mejor Videojuego PC de 2013            | Ganador              | [ 12 ] |
| 2013 | Forbes           | Mejor Videojuego Independiente de 2013 | Ganador              | [ 12 ] |
| 2013 | I. G. Insider    | Mejores mecánicas 2013                 | Ganador              | [ 12 ] |
| 2013 | LARA Game Awards | Mejor Videojuego de 2013               | Ganador              | [ 12 ] |
| 2013 | Patrick Klepek   | Giant Bomb (Mejor Videojuego de 2013)  | Ganador              | [ 12 ] |
| 2013 | PC World         | Mejor Videojuego de 2013               | Ganador              | [ 12 ] |
| 2013 | The New Yorker   | Mejor Videojuego de 2013               | Ganador              | [ 12 ] |
| 2013 | Wired            | Mejor Videojuego de 2013               | Ganador              | [ 12 ] |
| 2014 | BAFTA            | Mejor Estrategia y Simulación          | Ganador              | [ 12 ] |
| 2014 | GameCity         | GameCity Prize 2014                    | Ganador              | [ 12 ] |
| 2014 | Games For Change | Más Innovadora 2014                    | Ganador              | [ 12 ] |
| 2014 | Games For Change | Mejor Jugabilidad 2014                 | Ganador              | [ 12 ] |
| 2014 | GDCA 2014        | Premio a Innovación                    | Ganador              | [ 12 ] |
| 2014 | GDCA 2014        | Mejor Descargable                      | Ganador              | [ 12 ] |
| 2014 | IGF 2014         | Excelencia en Diseño                   | Ganador              | [ 12 ] |
| 2014 | IGF 2014         | Excelencia en Narrativa                | Ganador              | [ 12 ] |
| 2014 | IGF 2014         | Grand Prize                            | Ganador              | [ 12 ] |
| 2014 | SXSW             | Innovación Cultural                    | Ganador              | [ 12 ] |
| 2013 | GameSpot         | PC GOTY 2013                           | Nominado             | [ 12 ] |
| 2013 | PC Gamer         | GOTY 2013                              | Nominado             | [ 12 ] |
| 2013 | Spike VGX        | Mejor Videojuego Independiente de 2013 | Nominado             | [ 12 ] |
| 2013 | Spike VGX        | Mejor Videojuego PC de 2013            | Nominado             | [ 12 ] |
| 2013 | Softpedia        | Indie GOTY 2013                        | Nominado (Accésit)   | [ 12 ] |
| 2013 | The Escapist     | Reader's Choice 2013                   | Nominado (Finalista) | [ 12 ] |
| 2014 | CEDEC 2014       | Diseño del Videojuego                  | Nominado             | [ 12 ] |

### Listas y selecciones
| Año  | Lista            | Categoría                                  | Posición      | Ref.   |
| ---- | ---------------- | ------------------------------------------ | ------------- | ------ |
| 2013 | Austin Chronicle | Mejores Videojuegos de 2013                | 2.ª posición  | [ 12 ] |
| 2013 | Dan Teasdale     | Giant Bomb ((Mejores Videojuegos de 2013)  | 2.ª posición  | [ 12 ] |
| 2013 | Gamezebo         | Mejores Videojuegos de 2013                | 3.ª posición  | [ 12 ] |
| 2013 | Greg Kasavin     | Giant Bomb (Mejores Videojuegos de 2013)   | 3.ª posición  | [ 12 ] |
| 2013 | IGN              | Mejores Videojuegos Independientes de 2013 | 3.ª posición  | [ 12 ] |
| 2013 | Leigh Alexander  | Gamasutra (Mejores Videojuegos de 2013)    | 5.ª posición  | [ 12 ] |
| 2013 | My ETV Media     | Mejores Videojuegos de 2013                | 5.ª posición  | [ 12 ] |
| 2013 | The AU Review    | Mejores Videojuegos de 2013                | 5.ª posición  | [ 12 ] |
| 2013 | The LA Times     | Mejores Videojuegos de 2013                | 10.ª posición | [ 12 ] |
| 2013 | Kris Graft       | Gamasutra (Mejores Videojuegos de 2013)    | 10.ª posición | [ 12 ] |
| 2013 | Digital Spy      | Mejores Videojuegos de 2013                | Selección     | [ 12 ] |
| 2013 | IGN              | Mejores Videojuegos Perdidos 2013          | Selección     | [ 12 ] |
| 2013 | IndieCade        | Night Games 2013                           | Selección     | [ 12 ] |
| 2013 | Penny Archade    | We're Right Awards                         | Selección     | [ 12 ] |